# Moggallana II
Moggallana II est un roi du royaume d'Anuradhapura, dans l'actuel Sri Lanka.

### Source historique
- Le Culavamsa, récits en pali de l'histoire du Sri Lanka du IVe siècle à la chute du royaume de Kandy en 1815.